# Edmond O'Brien
Edmond O'Brien, född 10 september 1915 i New York i New York, död 9 maj 1985 i Inglewood, Kalifornien, var en amerikansk skådespelare.
Edmond O'Brien föddes i New York och gjorde sin filmdebut 1938. Med tidens lopp blev han en välkänd birollsskådespelare.

## Filmografi i urval
- 1939 – Ringaren i Notre Dame
- 1946 – Hämnarna
- 1947 – Dubbelliv
- 1949 – Glödhett
- 1950 – Lysande gift
- 1952 – Världens största show
- 1953 – Bilrånaren
- 1953 – Julius Caesar
- 1953 – Bitter kärlek
- 1954 – Barfotagrevinnan
- 1956 – 1984
- 1956 – Den sjätte juni
- 1956 – Flickan rår inte för det
- 1959 – Periskop upp
- 1960 – Sista kryssningen
- 1962 – Mannen som sköt Liberty Valance
- 1962 – Fången på Alcatraz
- 1962 – Den längsta dagen
- 1964 – 7 dagar i maj
- 1964 – Rio Conchos
- 1966 – Den fantastiska resan
- 1969 – Det vilda gänget

## Priser och utmärkelser
Edmond O'Brien vann en Oscar för bästa biroll i Barfotagrevinnan (1954) och han blev nominerad för bästa biroll i 7 dagar i maj (1964).